# Профілювання обличчя
Профілюва́ння обли́ччя — одна з антропологічних ознак будови голови (і черепу), що визначає ступінь виступу обличчя у вертикальній і горизонтальній площинах. Вимірюється за допомогою таких методик, як кефалометрія та краніометрія. В расових класифікаціях є однією з основних ознак, що визначають характеристику великих рас, або рас першого порядку.

## Вертикальне профілювання
Вертикальне профілювання визначає ступінь виступу носової і альвеолярної частин обличчя, а також лиця в цілому по віддаленості точок перетину обличчя в сагітальній площині, що проходить через верхівкову точку і назіон, від вертикальної площини, яка проходить по дотичній через найсильніш виступаючу передню точку лобової кістки — глабели. При цьому положення лицьового скелета стосовно до мозкової частини черепа визначається при погляді в профіль. Розрізняють три основні ступені вертикального профілювання обличчя:
- ортогнатизм — слабкий ступінь виступу лиця[5][6][7] (лицьовий кут[ru] становить від 85° до 92,9°)[8];
- мезогнатизм — середній ступінь виступу обличчя[9][10] (лицьовий кут становить від 80° до 84,9°)[8];
- прогнатизм — сильний ступінь виступу лиця[11][12][7] (лицьовий кут становить до 79,9°)[8].

Ортогнатизм є характерною рисою представників європеоїдної раси і значної частини монголоїдів. Прогнатизм притаманний представникам екваторіальних рас, в першу чергу, негроїдної раси. Мезогнатизм зустрічається переважно в представників проміжних і перехідних рас.

## Горизонтальне профілювання
Горизонтальне профілювання виражається в різному ступені клиногнатності/сплощеності обличчя та в різному ступені сплощеності перенісся. У першому випадку визначається співвідношення в горизонтальних перетинах висот точок над лінією, що об'єднує латеральні точки. У другому випадку — нахил бічних стінок носа до площини обличчя. Оцінка горизонтального профілювання проводиться за трибальною шкалою.
Найбільша сплощеність обличчя характерна для більшості представників монголоїдної раси. Добре профільоване обличчя в горизонтальному перетині — у європеоїдів. Сильне профілювання також характерне для східноекваторіальних і деяких перехідних рас — ефіопської і південноіндійської.

## Ознаки рас
Приблизна характеристика великих і перехідних рас по типу профілювання обличчя:
| Раса                                                   | Вертикальне профілювання                        | Горизонтальне профілювання                 |
| ------------------------------------------------------ | ----------------------------------------------- | ------------------------------------------ |
| Західні екваторіали (негроїдна раса)                   | сильне, прогнатизм                              | середнє                                    |
| Східні екваторіали (меланезійська і австралоїдна раси) | сильне, прогнатизм                              | сильне, вилиці скошені                     |
| Європеоїдна                                            | слабке, ортогнатизм                             | сильне, вилиці скошені                     |
| Монголоїдна                                            | слабке або середнє, ортогнатизм або мезогнатизм | слабке, обличчя сплощене                   |
| Східноафриканська (ефіопська)                          | середнє, мезогнатизм                            | сильне, вилиці скошені                     |
| Полінезійська                                          | середнє, мезогнатизм                            | середнє і нижче середнього                 |
| Південноіндійська                                      | середнє, мезогнатизм                            | сильне, вилиці скошені                     |
| Американська                                           | середнє, мезогнатизм                            | нижче середнього, обличчя помітно сплощене |